# ان‌جی‌سی ۵۳۴۳
ان‌جی‌سی ۵۳۴۳ (انگلیسی: NGC 5343) نام یک کهکشان است.